# Meridià 108 a l'oest
El meridià 108 a l'oest de Greenwich és una línia de longitud que s'estén des del pol Nord travessant l'oceà Àrtic, Amèrica del Nord, el Golf de Mèxic, l'oceà Pacífic, l'oceà Antàrtic, i l'Antàrtida fins al pol Sud.
El meridià 108 a l'oest forma un cercle màxim amb el meridià 72 a l'est. Com tots els altres meridians, la seva longitud correspon a una semicircumferència terrestre, uns 20.003,932 km. Al nivell de l'Equador, és a una distància del meridià de Greenwich de 12.022 km.

## De Pol a Pol
Començant en el pol Nord i dirigint-se cap al pol Sud, aquest meridià travessa:
| Coordenades                               | País, territori o mar | Notes |
| ----------------------------------------- | --------------------- | --- |
| 90° 0′ N, 108° 0′ O / 90.000°N,108.000°O  | Oceà Àrtic            | |
| 77° 43′ N, 108° 0′ O / 77.717°N,108.000°O | Canal de Byam Martin  | |
| 76° 4′ N, 108° 0′ O / 76.067°N,108.000°O  | Canadà                | Nunavut — Illa de Melville |
| 74° 56′ N, 108° 0′ O / 74.933°N,108.000°O | Canal de Parry        | Canal del Vescomte Melville |
| 73° 36′ N, 108° 0′ O / 73.600°N,108.000°O | Canadà                | Nunavut — Illa de Kilian |
| 73° 34′ N, 108° 0′ O / 73.567°N,108.000°O | Canal de Parry        | Canal del Vescomte Melville |
| 73° 21′ N, 108° 0′ O / 73.350°N,108.000°O | Canadà                | Nunavut — Illa Victòria |
| 72° 42′ N, 108° 0′ O / 72.700°N,108.000°O | Badia de Hadley       | |
| 71° 41′ N, 108° 0′ O / 71.683°N,108.000°O | Canadà                | Nunavut — Illa Victòria |
| 68° 56′ N, 108° 0′ O / 68.933°N,108.000°O | Estret de Dease       | |
| 68° 38′ N, 108° 0′ O / 68.633°N,108.000°O | Canadà                | Nunavut — la península de Kent |
| 68° 7′ N, 108° 0′ O / 68.117°N,108.000°O  | Melville Sound        | |
| 67° 48′ N, 108° 0′ O / 67.800°N,108.000°O | Canadà                | Nunavut — les illes Barry, la Península de Banks (continent), les illes Young, i el continent Territoris del Nord-oest — des de 64° 43′ N, 108° 0′ O / 64.717°N,108.000°O Saskatchewan — des de 60° 0′ N, 108° 0′ O / 60.000°N,108.000°O, passa a través del llac Athabasca |
| 49° 0′ N, 108° 0′ O / 49.000°N,108.000°O  | Estats Units          | Montana Wyoming — des de 45° 0′ N, 108° 0′ O / 45.000°N,108.000°O Colorado — des de 41° 0′ N, 108° 0′ O / 41.000°N,108.000°O Nou Mèxic — des de 37° 0′ N, 108° 0′ O / 37.000°N,108.000°O                                                                                    |
| 31° 47′ N, 108° 0′ O / 31.783°N,108.000°O | Mèxic                 | Chihuahua Sinaloa — des de 26° 55′ N, 108° 0′ O / 26.917°N,108.000°O |
| 24° 39′ N, 108° 0′ O / 24.650°N,108.000°O | Oceà Pacífic          | |
| 60° 0′ S, 108° 0′ O / 60.000°S,108.000°O  | Oceà Antàrtic         | |
| 73° 52′ S, 108° 0′ O / 73.867°S,108.000°O | Antàrtida             | Territori no reclamat |